# Warrington, Florida
Warrington är en ort (CDP) i Escambia County, i delstaten Florida, USA. Enligt United States Census Bureau har orten en folkmängd på 14 531 invånare (2010) och en landarea på 17,9 km².
Naval Air Station Pensacola är belägen innanför Warringtons gränser, men har en egen ZIP-kod.